# R-109
R-109D «Astra-1», auch R-109M, ist die Bezeichnung für ein in der Sowjetunion entwickeltes Tornisterfunkgerät aus der Astra-Baureihe, zu der die Geräte R-105, R-108 und R-109 zählen. Das R-109D wurde speziell für die Belange der Truppen der Luftverteidigung (Frequenzbereich: 18,5–21,5 MHz) entwickelt und kam ab etwa 1952 zur Einführung. Die Entwicklung des Prototyps Astra erfolgte Ende der 1940er-Jahre und löste die veralteten Funkgeräte vom Typ A-7 ab. Der Obsoleszenzersatz der Astra-Baureihe erfolgte ab 1962 durch die Einführung der Baureihe R-107.

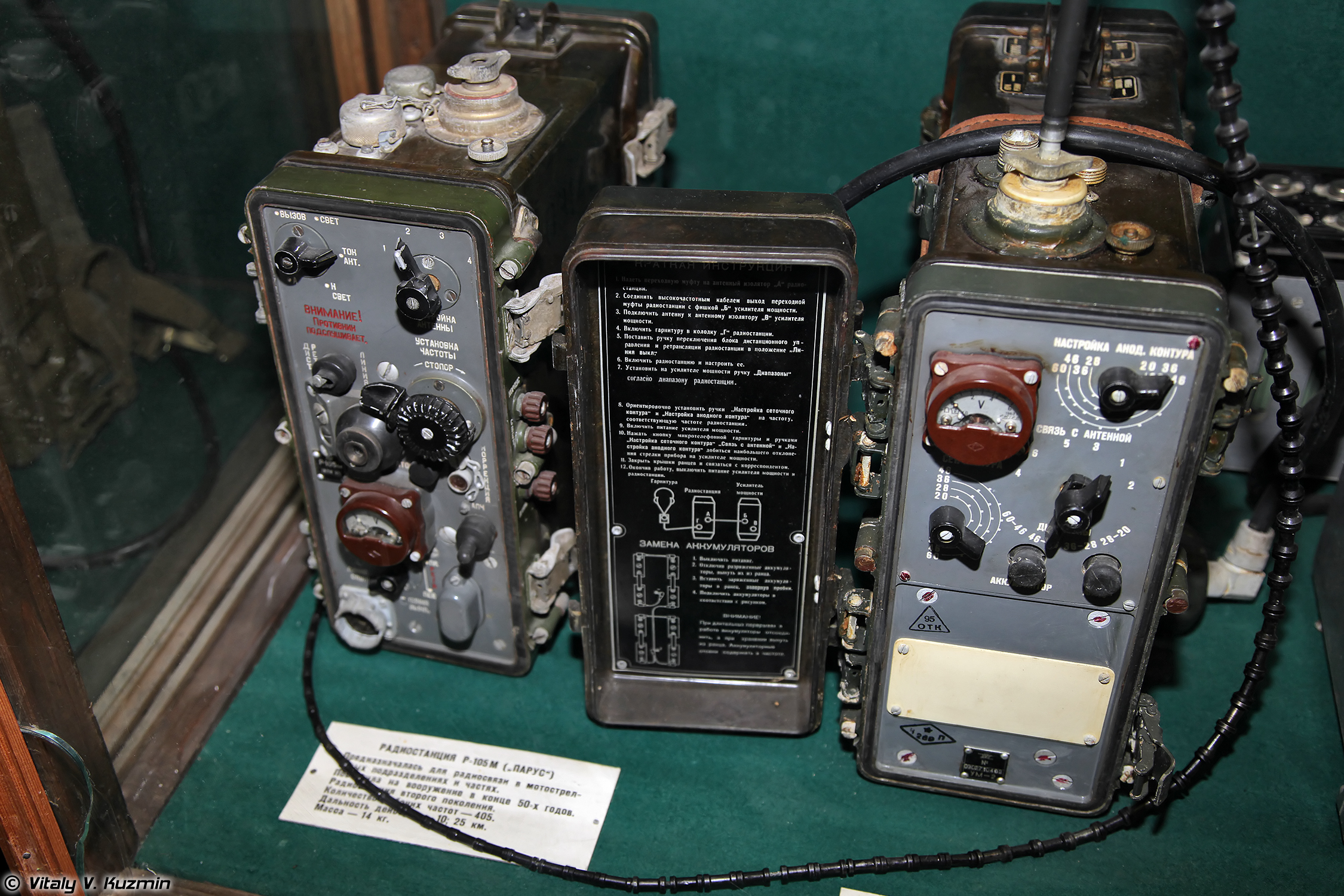
R-105M mit Leistungsverstärker UM-2

## Technische Beschreibung
- R-109D/M – 21,5–28,5 MHz (Truppenverwendung: Truppen der Luftverteidigung)

### Technische Daten
|                                                                                                   | R-109D                                | R-109M                                | Bemerkung                                                                          |
| ------------------------------------------------------------------------------------------------- | ------------------------------------- | ------------------------------------- | ---------------------------------------------------------------------------------- |
| Frequenzbereich                                                                                   | 21,5–28,5 MHz                         | 21,5–28,5 MHz                         | HF-Truppenfunk                                                                     |
| Betriebsart                                                                                       | Fernsprech mit Frequenzmodulation     | Fernsprech mit Frequenzmodulation     |                                                                                    |
| Durchstimmbar                                                                                     | 50 kHz Kanalraster                    | 50 kHz Kanalraster                    |                                                                                    |
| Eingangs-Empfindlichkeit (Empfänger)                                                              | 1,5 µV                                | 1,5 µV                                | bei einem Signal-Rausch-Verhältnis von 10:1                                        |
| Sendeleistung                                                                                     | 1 W                                   | 1 W                                   |                                                                                    |
| Stromversorgung NiCd-Akkumulatoren                                                                | 2 × 2NK24                             | 4 × NK14                              | Nennspannung: 4,8 Volt; Anodenspannung: über Zerhacker-Umformer (geräteintern)     |
| Betriebsdauer (1 Satz Akkumulatoren)                                                              | 12h                                   | 12h                                   | bei Sende/Empfangsverhältnis 1:3                                                   |
| Reichweite                                                                                        |                                       |                                       | Funkbetrieb mit typgleichen Funkgeräten                                            |
| - Stabantenne 1,5 m - Stabantenne 2,7 m - Stabantenne 2,7 m - Langdrahtantenne - Langdrahtantenne | - 6 km - 8 km - 10 km - 15 km - 25 km | - 6 km - 8 km - 10 km - 15 km - 25 km | - Kulikow-Antenne - als Bordantenne - mit Gegengewicht - 40 m - bis 6 m über Grund |
| Temperaturbereich, °C                                                                             | −40 bis +50                           | −40 bis +50                           |                                                                                    |
| Abmessungen, mm                                                                                   | 365×385×230                           | 310×325×170                           |                                                                                    |
| Gewicht                                                                                           | 21 kg                                 | 21 kg                                 | arbeitsbereit                                                                      |
| Gewicht                                                                                           | 46 kg                                 | 46 kg                                 | mit Transportkasten                                                                |

Zur Erhöhung der Reichweite kann an der Leistungsverstärker UM-2 angeschlossen werden. Im gleichen Gehäuse wie das R-109D aufgebaut, hat er eine Sendeleistung von 10 Watt.